# Iúriev-Polski
Iúriev-Polski (en rus Юрьев-Польский) és una ciutat de l'óblast de Vladímir (Rússia). Es troba al riu Koloktxa (un afluent del Kliazma), a 68 km al nord-oest de Vladímir. El 2010 tenia 19.444 habitants.

## Història

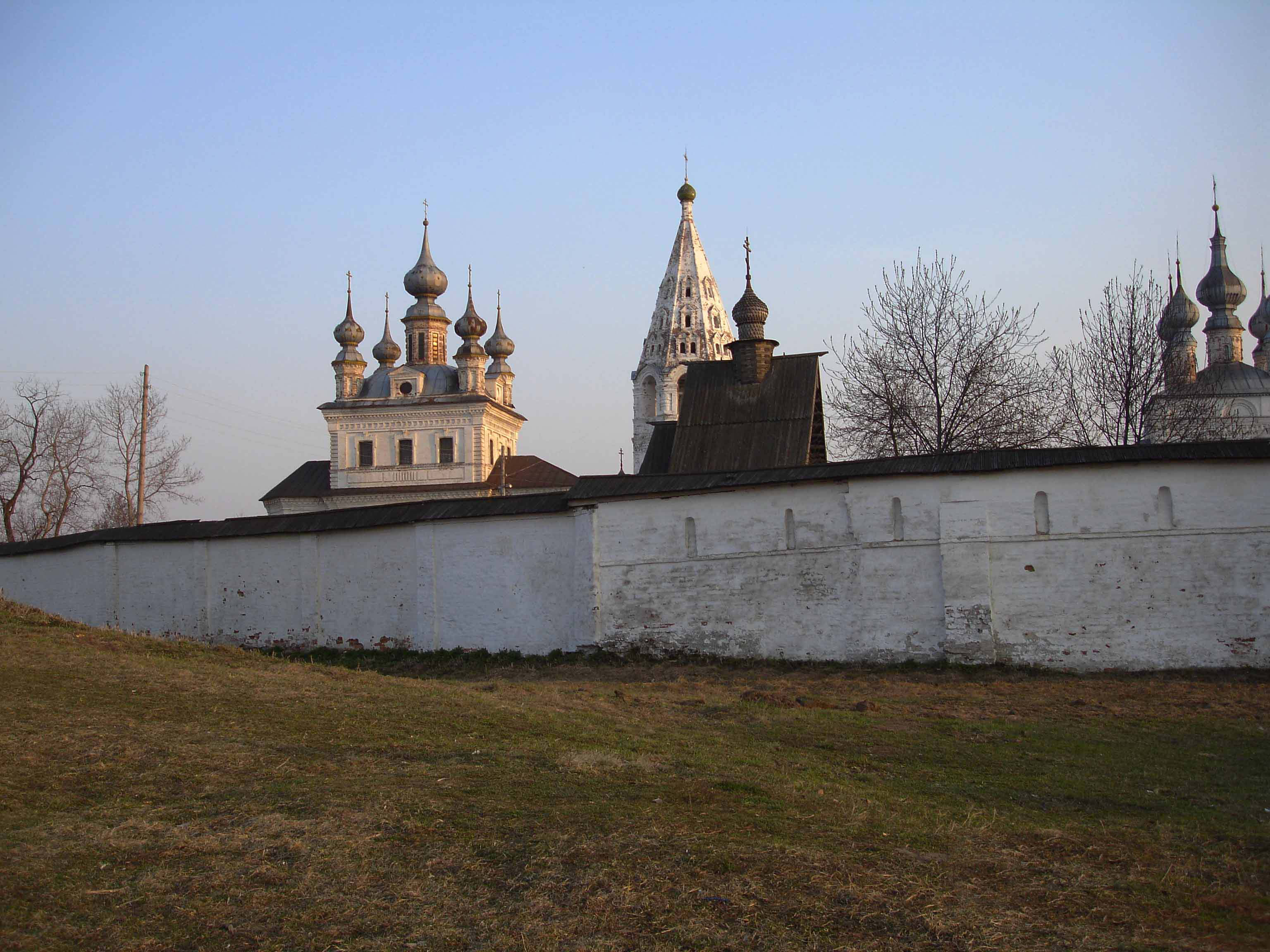
Monestir de Sant Miquel Arcàngel.

Iúriev-Polski fou fundada per Iuri Dolgoruki el 1152. La primera part del nom de la ciutat prové de Sant Iuri (Sant Jordi). La segona part deriva de la paraula polski, que significa "dels camps"). Aquest adjectiu hi fou afegit per distingir aquesta ciutat de la fortalesa més antiga de Iúrie, actualment anomenada Tartu, a Estònia.
Després de morir Vsévolod III Iúrievitx el 1212, la ciutat fou atorgada a un dels seus fills més petits, Sviatoslav. Aquest príncep erigí el monument més important de la ciutat: la catedral de Sant Jordi, entre el 1230 i el 1234. És la darrera construcció premongola de Rússia. Es caracteritza per la gran quantitat d'estàtues de pedra, i fou un model per a les primeres esglésies de pedra que es varen construir al Kremlin de Moscou. Durant la dècada de 1460 la cúpula de la catedral va esfondrar-se, i a enterrar gran part d'aquelles escultures. El sostre enfonsat fou restaurat per Vassili Iermolin onze anys després.
La gran batalla de Lipitsa va tenir lloc prop de la ciutat el 1216. El 1238, Iúriev fou saquejada pels mongols. Un segle més tard va incorporar-se al Gran Ducat de Moscou. El principal monument de l'època moscovita és el monestir fortificat de Sant Miquel Arcàngel, fundat a començaments del segle xiii, que conté diversos edificis dels segles xvii i xviii. Hi ha un altre monestir prop de Iúriev, a la vora del riu Iakhroma, el monestir de Kosmin, del segle xvii.

## Demografia
| 1897  | 1926  | 1939   | 1959   | 1974   | 1989   | 2002   | 2008   |
| ----- | ----- | ------ | ------ | ------ | ------ | ------ | ------ |
| 5 600 | 8 100 | 15 200 | 16 800 | 23 000 | 22 247 | 19 906 | 19 570 |